# Sesja plakatowa
Sesja plakatowa (sesja posterowa) – element konferencji naukowej polegający na dyskusji przy publicznie rozwieszonych plakatach naukowych. Sesje posterowe są zwykle planowane w programach konferencji naukowych w taki sposób, aby nie kolidowały z innymi formami prezentacji (na przykład sesjami wykładowymi).

## Typowy przebieg sesji plakatowej

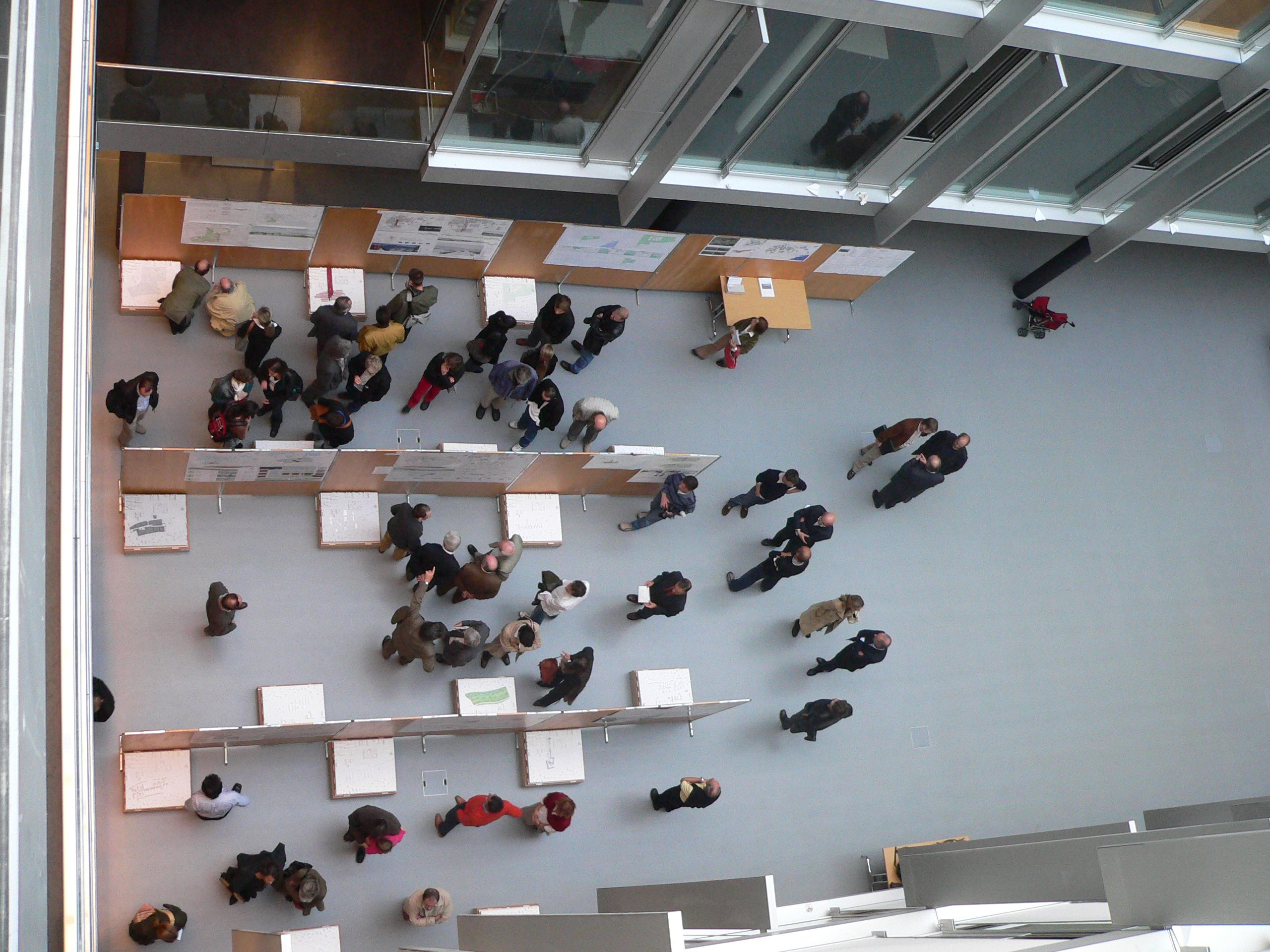
Sesja posterowa

Uczestnik konferencji przywozi swoją prezentację w postaci dużego plakatu, wiesza na przygotowanym stojaku i staje przed nim w wyznaczonej w programie porze. Zainteresowani podchodzą, oglądają i dyskutują w bezpośrednim kontakcie z autorem, mając przez oczami wszystkie potrzebne dane i ilustracje. Dodatkowo w czasie sesji posterowej do wielu plakatów dołączane są „miniaturki”, wydrukowane i powielone w formacie A4 lub kopie publikacji naukowych, które uczestnicy konferencji mogą zabrać ze sobą. 
Zwykle sesje posterowe trwają od jednej do dwóch godzin. W ich trakcie podawane są często przekąski i napoje. Na części dużych konferencji istnieje obowiązek zdjęcia plakatu po skończonej sesji posterowej, na wielu mniejszych plakaty mogą wisieć przez cały czas trwania konferencji, co umożliwia dyskutowanie nad ich treścią także poza formalnym czasem sesji. 
Czasami sesje posterowe są poprzedzane możliwością krótkiej, ustnej autoprezentacji przez ich autorów, co jest szczególnie popularne na małych konferencjach naukowych oraz na tzw. warsztatach naukowych. Wówczas sesja zaczyna się od krótkich 2-3 minutowych wystąpień ustnych, które wygłasza się, stojąc pod posterem i ilustrując to wystąpienie przez wskazywanie określonych fragmentów posteru. Uczestnicy sesji przechodzą od posteru do posteru, wysłuchując kolejno ich autorów i dopiero po tym „obchodzie” jest czas na swobodną dyskusję. Niektóre małe konferencje i seminaria są organizowane w formie wyłącznie sesji posterowej z „obchodem”.

## Zalety i wady sesji plakatowych
Sesje posterowe są bardzo wydajną formą prezentacji i coraz częściej stanowią bardzo istotny element konferencji naukowych, wypierając sympozja z krótkimi referatami i zbyt małą ilością czasu na dyskusje. Umożliwiają one bardziej nieskrępowaną dyskusję bezpośrednio zainteresowanych tematem uczestników i łatwe nawiązywanie osobistych kontaktów. 
Z drugiej jednak strony powodują one atomizację konferencji i dzielenie jej na małe grupki uczestników, blokując możliwość wymiany opinii w szerszym gronie. Plakat ze swojej natury prawie zawsze dociera do mniejszej liczby uczestników konferencji niż wykład, a jego wykonanie zajmuje więcej czasu. Na sesjach plakatowych często zdarza się też, że trudno jest odnaleźć na sali autora plakatu. Teoretycznie wymagane jest, aby autor stał cały czas pod plakatem, jednak często zniechęcony brakiem zainteresowania lub przeciwnie - „porwany na stronę” przez grupę żywo zainteresowanych jego treścią naukowców znika gdzieś w kuluarach konferencji.
Na sesji plakatowej nie sposób jest zaprezentować prac przeglądowych czy wyników obszernych, kilkuletnich programów badawczych. Z tego względu na większości konferencji naukowych sesje posterowe są łączone z innymi formami prezentacji. Często zdarza się, że w trakcie sesji wykładowej prezentowane są referaty omawiające ogólnie wyniki programu naukowego realizowanego przez grupę badawczą, zaś szczegółowe wyniki są prezentowane przez poszczególne osoby z tej grupy w formie plakatu, przy czym wykładowca w swojej prezentacji zachęca słuchaczy do obejrzenia plakatów członków jego grupy badawczej.